# روبرت جاي دونوفان
روبرت جاي دونوفان (بالإنجليزية: Robert J. Donovan)‏ هو مؤرخ أمريكي، ولد في 21 أغسطس 1912 في بوفالو في الولايات المتحدة، وتوفي في 8 أغسطس 2003.

## وصلات خارجية
- روبرت جاي دونوفان على موقع IMDb (الإنجليزية)
- روبرت جاي دونوفان على موقع قاعدة بيانات الفيلم (الإنجليزية)